# Cámara de los Pares (Japón)

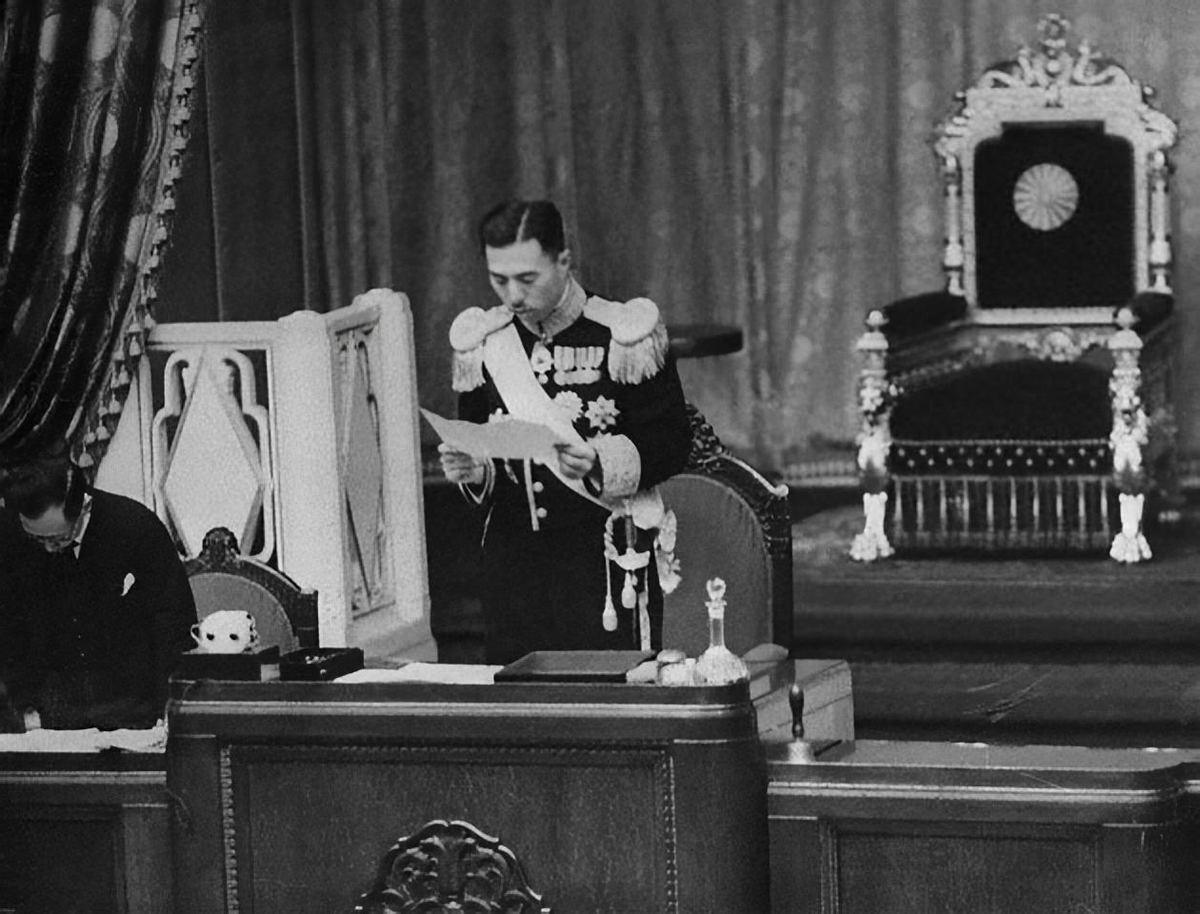
El príncipe Fumimaro Konoe dirigiéndose a la Cámara de Pares en 1936; al fondo se ubica el trono imperial.

La Cámara de los Pares (貴族院 Kizoku-in?) fue la Cámara Alta de la Dieta Imperial según lo dispuesto en la Constitución del Imperio de Japón. Funcionó del 11 de febrero de 1889 hasta el 3 de mayo de 1947.
Itō Hirobumi y otros dirigentes de la era Meiji decidieron modelar la cámara a semejanza de la Cámara de los Lores británica, como contrapeso de la Cámara de Representantes, cuyos miembros eran elegidos en comicios.
En 1869, bajo el nuevo gobierno Meiji, se creó un rango de par japonés mediante decreto imperial con la unión de la antigua nobleza de la Corte (kuge) y antiguos señores feudales (daimyō) en una nueva clase aristocrática llamada kazoku.
Un segundo decreto imperial en 1884 dividió al kazoku en cinco rangos equivalentes a los europeos: príncipe (o duque), marqués, conde, vizconde y barón. A pesar de que la agrupación fue tomada de la nobleza europea, los títulos japoneses fueron tomados del chino y basado en el antiguo sistema feudal en China.
La Cámara de Pares estaba compuesta originalmente por:
1. El príncipe heredero ( 皇太子 Kōtaishi?), a partir de los 18 años;
2. Todos los príncipes imperiales (親王 Shinnō?) y príncipes de bajo rango con sangre imperial (王 Ō?) mayores de 20 años;
3. Todos los príncipes (公爵 Kōshaku?) y marqueses (侯爵 Kōshaku?) mayores de 25 años (aumentado a 30 años en 1925);
4. 150 representantes elegidos entre los condes (伯爵 Hakushaku?), vizcondes (子爵 Shishaku?) y barones (男爵 Danshaku?) mayores de 25 años (aumentado a 30 años en 1925), por un período de siete años;
5. 150 miembros adicionales asignados por el Emperador, previa consulta con el Consejo Privado;
6. 66 representantes electos de los 6.000 mayores contribuyentes, por un término de siete años.

Durante la primera sesión de la Dieta Imperial (1889-1890), existían 145 miembros hereditarios y 106 asignados imperiales y altos contribuyentes, totalizando 251 miembros.
Con la creación de nuevos pares, con escaños adicionales para miembros de la antigua aristocracia coreana y cinco escaños de representantes de la Escuela de Pares Gakushuin, aumentó la membresía a 403 escaños en 1925. En su nonagésimo segunda y última sesión, el número de miembros fue de 373.

## Presidentes de la Cámara de Pares
1. Conde Itō Hirobumi (24 de octubre de 1890-20 de julio de 1891; 1.ª sesión)
2. Marqués Hachisuka Mochiaki (20 de julio de 1891-3 de octubre de 1896; 2.ª-9.ª sesión)
3. Príncipe Konoe Atsumaro (3 de octubre de 1896-4 de diciembre de 1903; 10.ª-18.ª sesión)
4. Príncipe Tokugawa Iesato (4 de diciembre de 1903-9 de junio de 1933; 19.ª-64.ª sesión)
5. Príncipe Konoe Fumimaro (9 de junio de 1933-17 de junio de 1937; 65.ª-70.ª sesión)
6. Conde Matsudaira Yorinaga (17 de junio de 1937-11 de octubre de 1944; 71.ª-85.ª sesión)
7. Príncipe Tokugawa Kuniyuki (11 de octubre de 1944-19 de junio de 1946; 86.ª-89.ª sesión)
8. Príncipe Tokugawa Iemasa (19 de junio de 1946-2 de mayo de 1947; 90.ª-92.ª sesión)

## Disolución
Luego de la Segunda Guerra Mundial, bajo la actual Constitución de Japón, en efecto desde el 3 de mayo de 1947 la Cámara de Pares fue reemplazada por la Cámara de Consejeros.